# Яблоновий хребет
Я́блоновий хребе́т (бурятською: ябалан дабаан — «проходимий, проїджий перевал») — гірський хребет в Забайкаллі, головним чином в Забайкальському краї Росії.
Витягнутий на 650 км від Малханського хребта на заході до гирла річки Нюкжі (притока Олекми) на сході. Ширина від 20 до 120 км. Висота до 1702 м (Конталацький Голець). Пересічні висоти 1400 м. Складений гранітами, кристалічними сланцями, пісковиками. Є сліди древнього заледеніння. Переважає середньогірський рельєф. 
Схили вкриті модриновою, рідше ялиново-ялицевою тайгою. На південних схилах зустрічаються соснові ліси. Вершини (вище 1200—1400 м) покриті гірсько-тундровою рослинністю. Вище — кам'яні розсипища. У долинах — лучна рослинність.